# Fills i Nét de P. Baurier
Fills i Nét de P. Baurier (castellà: Hijos y Nieto de P. Baurier) fou una empresa tèxtil que el 1912 va obrir una fàbrica  a Sant Adrià de Besòs, la Colònia Baurier, una de les més importants del municipi.

## Història i descripció
A mitjans del segle xix, el marxant francès Pierre Baurier havia fundat dues empreses tèxtils a les Masies de Roda i a Roda de Ter. El 1901, els seus fills i néts van adquirir un terreny a Sant Adrià de Besòs al terratinent Joaquim de Font i Vinyals, al qual s'afegiria encara una altra porció de terra el 1905. El 1910 va presentar el projecte de construcció d'una fàbrica i alguns habitatges per als treballadors. Els plànols, conservats a l'Arxiu Municipal de Sant Adrià de Besòs, preveien una gran nau per a les tasques de teixit, una altra per al blanqueig. un taller mecànic i un de fusteria entre altres equipaments que ocuparien un total de 6.743 m² dins d'un recinte de més de 20.000.
Va ser la primera gran fàbrica instal·lada a Sant Adrià, atreta per la recent construcció de les centrals tèrmiques que proporcionaven electricitat, amb l'afegit d'estar a prop de Barcelona i comptar amb bones comunicacions. Va començar a funcionar el 1912 amb 85 telers Jaquard, dels quals Pierre Baurier havia estat un dels pioners a l'Estat, i 40 telers senzills, fent un total de 125. El 1917 aquesta xifra havia pujat a 212.
Els primers treballadors provenien de les fàbriques que l'empresa ja tenia a Osona. Així, hi havia famílies de Les Masies de Roda que s'instal·len als habitatges construïts dins del mateix recinte fabril, constituint-se així una petita colònia industrial. Aviat, la necessitat de mà d'obra va generar també llocs de treball per als habitants de Sant Adrià que, en aquell moment, era un nucli de població molt petit concentrat a l'entorn de l'església i unes poques masies. La colònia tenia el seu propi economat i la seva moneda interna així com les seves pròpies activitats socials: un cor, un equip de futbol, un teatre i sala de ball i fins i tot la seva pròpia festa major coincidint amb el dia de Sant Antoni Maria Claret, patró del tèxtil.
Als anys 1920, es van edificar diversos habitatges al costat de la Colònia Baurier, creant la Urbanització Font i Vinyals, que passaria a anomenar-se barri de Sant Joan Baptista a partir de la construcció de l'església dedicada a aquest sant el 1935. El 1939, l'empresa es convertiria en la societat anònima Industrial Baurier. La fàbrica de les Masies de Roda va tancar el 1963 i la de Sant Adrià el 1973.